# Katedrála svatého Pavla (Mdina)
Metropolitní katedrála svatého Pavla (maltsky: Il-Katidral Metropolitan ta' San Pawl) je katolický chrám v maltském městě Mdina zasvěcený apoštolovi Pavlovi. Je sídlem římskokatolické maltské arcidiecéze a od 19. století se o tuto funkci dělí s konkatedrálou svatého Jana ve Vallettě.

## Historie a popis
Hlavní průčelí se nachází na náměstí sv. Pavla (maltsky: Pjazza San Pawl). Katedrála má půdorys latinského kříže, který se skládá z klenuté lodi, dvou lodí a dvou bočních kaplí. Většina podlahy je pokryta vykládanými náhrobky nebo pamětními mramorovými deskami. V katedrále jsou uloženy ostatky několika biskupů a kanovníků, ale i laiků ze šlechtických rodů. V bočních lodích se nacházejí malby Mattia Pretiho, který je autorem i hlavního oltářního obrazu Obrácení svatého Pavla na cestě do Damašku. Katedrála byla založena ve 12. století a podle tradice stojí na místě, kde se římský místodržitel Publius setkal se Pavlem po jeho ztroskotání na Maltě. V římských dobách na místě stál místodržitelský palác a během arabské nadvlády mešita. Původní románsko-gotická katedrála byla vážně poškozena při zemětřesení v roce 1693, proto byla v letech 1696 až 1705 zcela přestavěna v barokním stylu podle návrhu maltského architekta Lorenza Gafà. Katedrála je považována za jeho mistrovské dílo. Z původní stavby se zachovala například pozdně gotická-raně renesanční křtitelnice z roku 1495. Na konci 20. let 17. století byly některé středověké domy jižně od katedrály zbořeny, aby uvolnily místo náměstí, biskupskému paláci a semináři (nyní katedrálnímu muzeu). Náměstí před katedrálou bylo znovu rozšířeno na počátku 19. století. Katedrála byla poškozena při dalším zemětřesení v roce 1856, kdy byly zničeny fresky na kupoli. V roce 1944 získala katedrála přízvisko metropolitní. Dnes je katedrála jednou z hlavních turistických atrakcí Mdiny. Jedná se o národní kulturní památku 1. stupně. Katedrální muzeum bylo založeno v roce 1897 a v roce 1969 bylo umístěno do bývalého semináře na Arcibiskupském náměstí (maltsky: Pjazza tal-Arċisqof nebo Misraħ l-Arċisqof) naproti bočnímu vchodu do katedrály. Seminář byl postaven v letech 1733 až 1742 v barokním slohu. Připisuje se architektům Giovanni Barbarovi nebo Andreovi Bellimu. Muzeum schraňuje krom některých uměleckých děl z katedrály také 76 originálních dřevorytů Albrechta Dürera.

## Reference

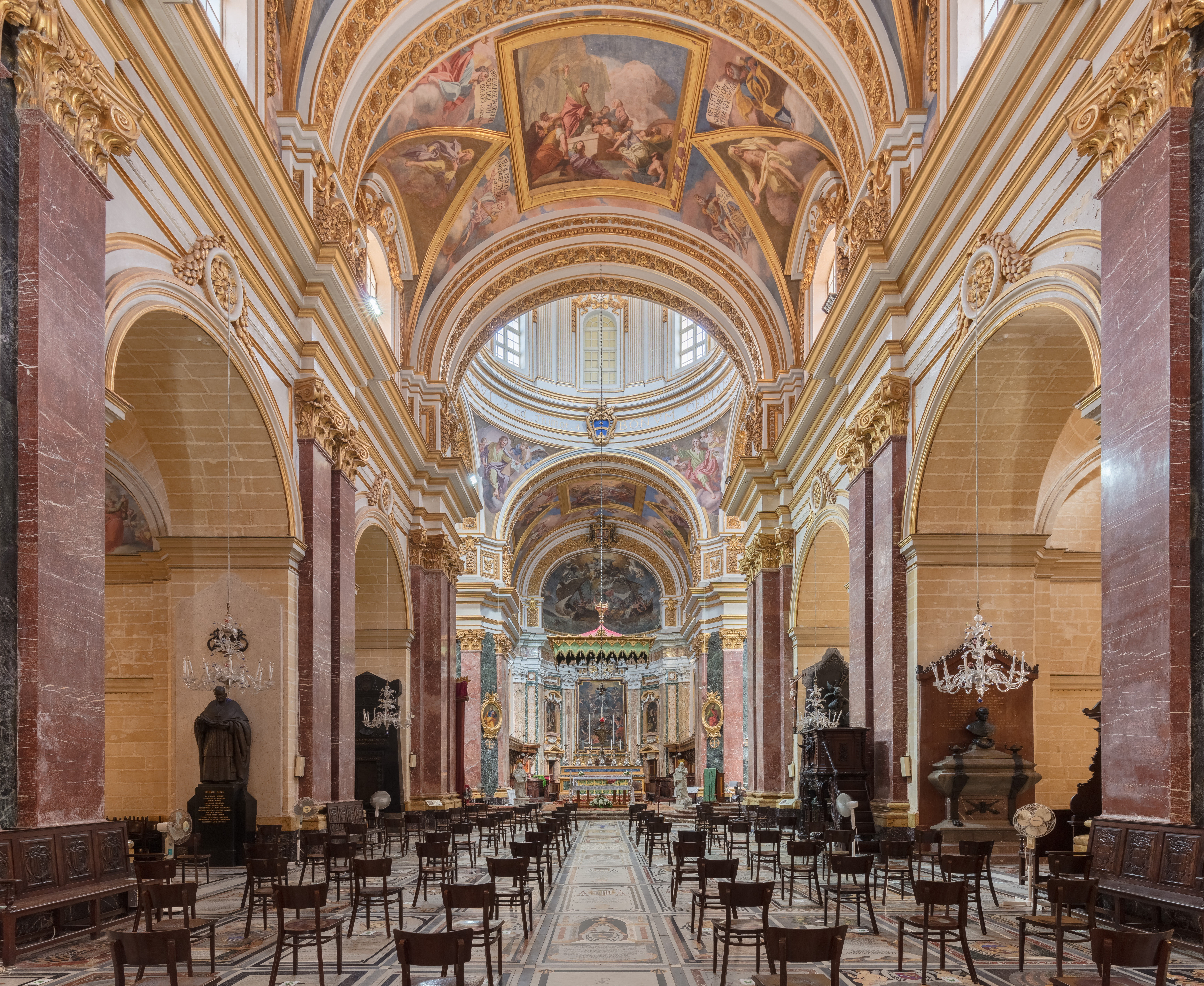
Interiér katedrály